# 帕图布兰库
帕图布兰库是巴西巴拉那州的一个市镇。总面积539.415平方公里，总人口73148人，人口密度135.6人/平方公里。